# Sharm el-Sheih
Șarm el-Șeih (Arabă: شرم الشيخ, Sharm al-Shaykh) este un oraș situat în partea de sud a peninsulei Sinai, în regiunea egipteană Janub Sina', pe fâșia de coastă între Marea Roșie și muntele Sinai.
Șarm el-Șeih este centrul administrativ al regiunii Janub Sina' ce include și orașe mai mici ca Dahab și Nuveiba, precum și zona interioară montană, Mănăstirea "Sfânta Ecaterina" și muntele Sinai. Șarm el-Șeih este cunoscut ca Orașul Păcii, cu referire la multiplele conferințe internaționale de pace ce au loc în acest oraș.